# Biomechanical
Biomechanical ist eine 1999 gegründete britische Thrash- und Progressive-Metal-Band aus London.

## Geschichte
Die Band wurde im April 1999 von John K. (Balance of Power) gegründet. Anfangs schrieb, arrangierte und nahm er alle Lieder selbst auf, außer bei den Liedern Existenz und Survival, woran Chris Webb und Jamie Hunt zusätzlich mitschrieben. Hunt programmierte und arrangierte hierbei das Schlagzeug, wobei sich dabei auch Schlagzeuger Matt C. beteiligte. Für das Debütalbum Eight Moons beteiligte sich für das Schreiben der Lieder außerdem Adam Rose. Bei den Aufnahmen hierfür kam Steve Forward zunächst an der E-Gitarre zum Einsatz, ehe er die Band verließ und er durch Chris Webb ersetzt wurde. Zusammen mit Webb und John K., veröffentlichten Gitarrist Jamie Hunt, Bassist Jon Collins und Schlagzeuger Matt C. eine erste EP. Die EP enthielt Originalaufnahmen mit Gitarrist Steve Forward und das Lied Distorted, auf dem Chris Webb zu hören war. Nach der Veröffentlichung begab sich die Bant mit Produzent Steve Brown ins Studio, um das Debütalbum Eight Moons aufzunehmen. Das Album wurde von John K aufgenommen und abgemischt und von bei Sony Mastering in den Whitfield Street Studios von Ray Staff gemastert. Nachdem die Band einen Vertrag bei Revolver Records erreicht hatte, erschien das Debütalbum bei diesem Label. Durch das Label erreichte die Band die Aufmerksamkeit von Elitist Records, ein Tochterlabel von Earache Records, sodass die Band bei diesem Label am 3. September 2004 einen Vertrag erreichte. Für das zweite Album The Empires of the Worlds beteiligte sich Bassist Jon Collins am Schreibprozess der Lieder. Abgemischt wurde das Album von Andy Sneap. Empires of the Worlds erschien im Juni 2005. Daraufhin folgte eine Europatournee mit Decapitated, Stampin Ground, Exodus und 3 Inches of Blood. Außerdem spielte sie als Vorband für Shadows Fall und Nevermore. In den Jahren 2006 und 2007 schreib John K. an dem nächsten Album Cannibalised. Produziert wurde das Album von Chris Tsangarides, welcher unterem auch schon für Judas Priest tätig war. Abgemischt wurde das Album im Sommer 2007. Gemastert wurde es in den Close to the Edge Studios von Jon Ashley. Das Album erschien im Februar 2008. Danach spielte die Band auf Festivals in ganz Europa, wobei die Gruppe neben John K. nun aus Gitarrist Gus Drax, Bassist Adrian Lambert und Schlagzeuger Jonno Lodge bestand.

## Stil
Die Band spielt eine Mischung aus Thrash- und Progressive-Metal. Vergleichbar sind die Lieder mit Werken von Bands wie Emperor, Strapping Young Lad und Meshuggah.

## Diskografie
- 2001 - Distorted (EP)
- 2003 - Eight Moons (Album)
- 2005 - The Empire of Worlds (Album)
- 2008 - Cannibalised (Album)